# Carioca (Lied)
(The) Carioca ist ein Lied und ein Tanz aus dem Jahr 1933. 

## Entstehungsgeschichte
Die Musik wurde von Vincent Youmans und die Texte von Edward Eliscu und Gus Kahn geschrieben. Zu dem Lied existiert außerdem ein Tanz, der durch die Choreografie im Film Flying Down to Rio populär wurde. Im Film selbst wird das Lied von Alice Gentle, Movita Castaneda und Etta Moten gesungen. Der Tanz wurde von Fred Astaire und Ginger Rogers als Teil einer Außenaufnahme aufgeführt, die später in den Film integriert wurde. Die Choreografie stammt von Dave Gould und seinem Assistenten Hermes Pan und basiert auf einem Tanz mit demselben Namen, der von Fanchon und Marco entwickelt wurde.
Der Tanz selbst war die erste Zusammenarbeit von Astaire und Rogers. Obwohl die beiden nicht die Hauptrollen spielten, stellte ihr gemeinsamer Tanz in den Augen vieler den Höhepunkt des Films dar, der ein großer Hit für RKO Pictures wurde. Das von Etta Moten Barnett gesungene Lied wurde als Bester Song für den Oscar nominiert, verlor aber gegen The Continental aus dem Film Tanz mit mir!, in dem ebenfalls Rogers und Astaire mitspielten. Auf den Plakaten für diesen Film wurden die beiden als „The King and Queen of ‚The Carioca‘“ bezeichnet.
Der Name des Liedes ist eine andere Bezeichnung für die Einwohner Rio de Janeiros.
Auf Tonträger erschien das Stück in einer Version von Max Steiner als Teil des Soundtracks zum Film. Das Lied selbst wurde zu einem Jazz-Standard und im Laufe der Zeit von zahlreichen Interpreten wie Artie Shaw (1939), Jack Jones (1961), Mel Tormé (1988), Caetano Veloso (2004) und Johnny Dankworth (2010) aufgenommen. 
Den Tanz stellte eine Mischung aus Samba, Maxixe, Foxtrot und Rumba dar und wurde mit berührenden Stirnflächen getanzt. Nach dem Erfolg des Films gab es Bestrebungen, Carioca als Standardtanz einzuführen. Dies scheiterte jedoch.